# Scleropyrum
Genre
Classification APG III (2009)
 Scleropyrum est un genre de plante de la famille des Santalaceae.

## Espèces
Selon [réf. nécessaire] :
- Scleropyrum aurantiacum
- Scleropyrum harmandii
- Scleropyrum leptostachyum
- Scleropyrum maingayi
- Scleropyrum mekongense
- Scleropyrum moschiferum
- Scleropyrum pentandrum
- Scleropyrum ridleyi
- Scleropyrum wallichianum

Selon NCBI (10 Aug 2010) :
- Scleropyrum pentandrum